# Тюрин, Евграф Дмитриевич
Евгра́ф Дми́триевич Тю́рин (1792, Москва — 1875, Тула, Российская империя) — русский архитектор, преподаватель и коллекционер живописи.

## Биография
Родился в 1792 году в Москве в семье бедного обер-офицера. С 1805 по 1813 годы учился в Москве в архитектурной школе при Экспедиции кремлёвского строения (ЭКС), после окончания которой получил звание архитектора-помощника 3-го класса. Одновременно получил чин коллежского регистратора. В 1816 году получил звание 2-го класса, а в 1820 — 1-го класса.
В 1821 году за проект перестройки Кремлёвского дворца Императорская Академия художеств присвоила Е. Д. Тюрину звание «назначенного в академики». С 1822 года Тюрин служил преподавателем в архитектурной школе при ЭКС. В 1832 году стал членом конференции (Совета) Московского дворцового архитектурного училища (МДАУ). В 1830-е годы Е. Д. Тюрин вместе М. Д. Быковским и Н. И. Козловским стал одним из основных исполнителей правительственных заказов.
В 1833—1838 годах работал архитектором Московской Медико-хирургической академии. В 1838 году являлся членом комиссии по построению Храма Христа Спасителя. В 1840 году поступил архитектором в Московскую дворцовую контору, где с 1858 года занял должность директора (старшего архитектора) чертежной. Е. Д. Тюрин являлся владельцем обширной коллекции картин европейских художников, которую предлагал городу Москве в качестве основы для создания художественного музея. В 1868 году Е. Д. Тюрин уволился со службы и поселился в Туле, лишь изредка посещая Москву.
В честь Е. Д. Тюрина в Москве названа Тюрина улица.

## Постройки
- Работы в подмосковном владении Н. Б. Юсупова (парковый павильон «Каприз», участие в строительстве театра на 400 мест, совместно с В. Я. Стрижаковым и С. П. Мельниковым по проекту О. И. Бове (1817—1828, Архангельское)
- Дворец (1825, Коломенское, Проспект Андропова, 39), сохранился боковой павильон
- Восстановление здания Арсенала, совместно с А. Н. Бакаревым, И. Л. Мироновским, И. Т. Таманским, Москва, Кремль[1][2] (1825—1829, Московский Кремль)

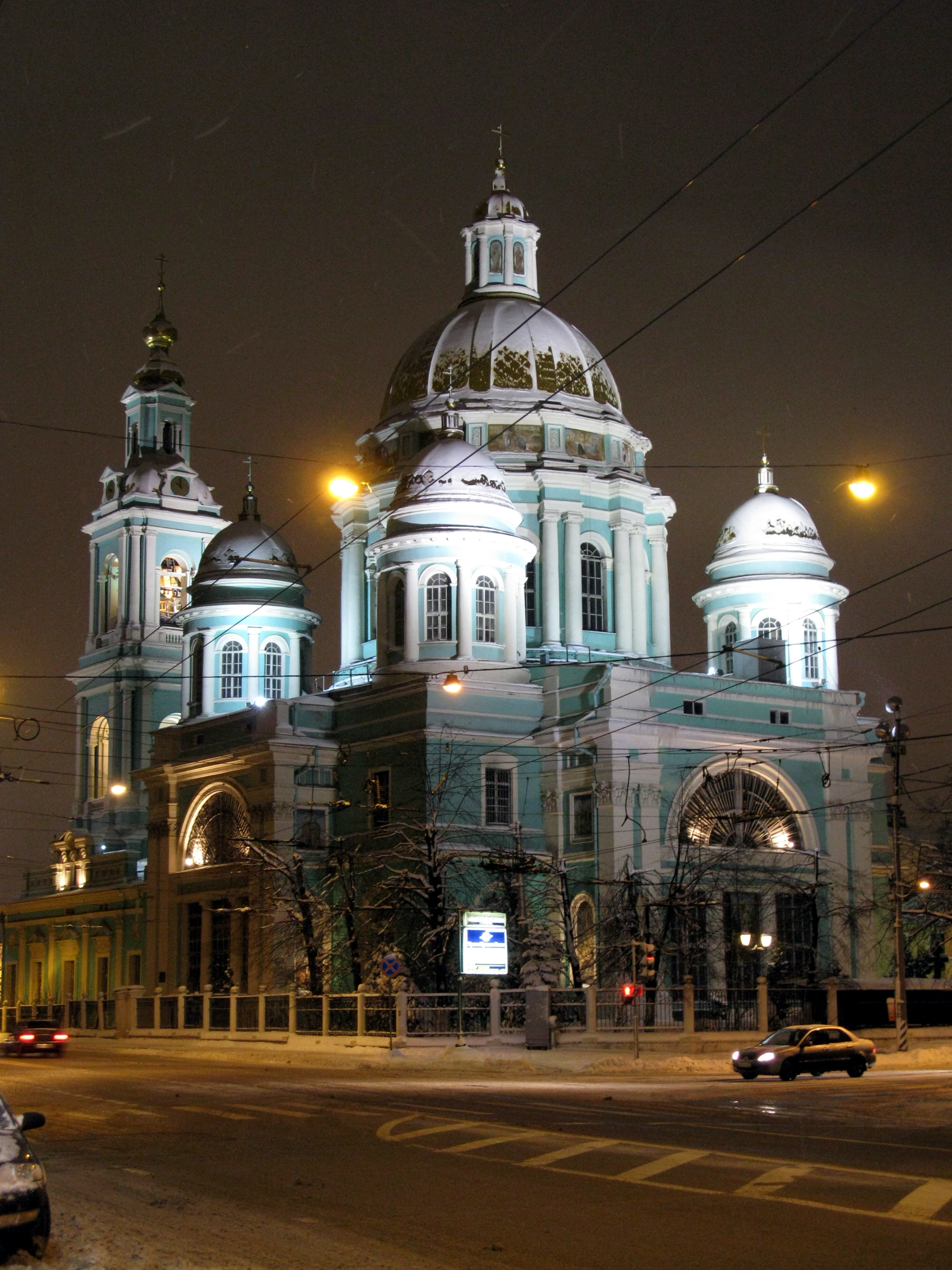
Елоховский собор

- Картинная галерея (1830-е, Улица Знаменка, 5), снесена для строительства галереи А. Шилова, несмотря на отнесение к категории объектов культурного наследия федерального значения[3]
- Перестройка Александрийского дворца (1833—1834, Ленинский проспект, 14), объект культурного наследия федерального значения[3]
- Перестройка усадьбы А. И. Пашкова под аудиторный корпус Университета (1833—1837, Моховая улица, 9)
- Реконструкция Крутицкого подворья, с участием К. А. Тона (1833—1868, Крутицкая улица, 13)
- «Дом священника» (бывший служебный корпус Главной московской аптеки) (1832, Моховая улица, 9, стр. 7), выявленный объект культурного наследия[3]
- Храм мученицы Татианы (1834, Моховая улица, 7)
- Богоявленский собор в Елохове (1835—1853, Спартаковская улица, 15), объект культурного наследия федерального значения[3]
- Бочка с гипсовым орлом, кованая решетка и гипсовые детали на парапете Церкви Вознесения (1836, Коломенское)
- Перестройка усадьбы Куракиных под размещение Константиновского межевого института (1836, Старая Басманная улица, 21/4)
- «Новое здание» Московского университета (1837, Моховая улица, 9, стр. 1), объект культурного наследия федерального значения[3]
- Троицкий собор в Даниловом монастыре (1838, Даниловский вал, 22 строение 1),[3] по другим сведениям — собор построен по проекту архитектора О. И. Бове[4]. Объект культурного наследия федерального значения[3]
- Крутицкие казармы (1839, Арбатецкая улица, 2/28), объект культурного наследия федерального значения[3]
- Здание 3-го Кадетского корпуса имени Александра II, совместно с К. А. Тоном (1830-е, Красноказарменная улица,4), объект культурного наследия регионального значения[3]
- Жилой дом Московского Кадетского корпуса (Московская военно-фельдшерская школа) (1850-е, Первый Краснокурсантский проезд, 7), выявленный объект культурного наследия[3]
- Служебный корпус (конюшня, артиллерийский склад, интендантский склад) (XIX в. (?), Таманская улица, 2, стр. 2), выявленный объект культурного наследия[3]
- Московская межевая канцелярия (?, Хохловский переулок, 10, стр. 1), выявленный объект культурного наследия[3]